# Щитковые сцинки
Щитковые сцинки (лат. Eurylepis) — род ящериц из семейства сцинковых, распространенный в Центральной, Южной и Западной Азии.

## Виды
В роде 2 вида:
- Eurylepis poonaensis
- Eurylepis taeniolatus — Щитковый сцинк[1]